# Mount Lyell, Alberta
Mount Lyell är ett berg i Kanada.   Det ligger i provinsen Alberta, i den centrala delen av landet, 3 100 km väster om huvudstaden Ottawa. Toppen på Mount Lyell är 3 504 meter över havet. Mount Lyell ingår i Rocky Mountains.
Terrängen runt Mount Lyell är huvudsakligen bergig.Trakten runt Mount Lyell är nära nog obefolkad, med mindre än två invånare per kvadratkilometer.. Det finns inga samhällen i närheten. 
Trakten runt Mount Lyell är permanent täckt av is och snö.